# Province de Bubanza
La province de Bubanza est une province du Burundi située au nord-ouest du pays. La capitale est la ville de Bubanza.Elle se limite avec la République démocratique du Congo , le Rwanda et au nord du lac Tanganyika . Elle a la forêt naturel de rukoko.

## Économie de la province
L'économie de la province de Bubanza est principalement basée sur l'agriculture et l'élevage. Le Bureau Provincial de l'Environnement, de l'Agriculture et de l’Élevage (BDEPAE) est une institution publique chargée d'encadrer les agriculteurs et de coordonner les activités agricoles sur toute l'étendue de la province. Le riz est une culture privilégiée par la population de la plaine de l'Imbo, les autres cultures vivrières sont le manioc, la banane (variétés amères pour la fabrication du vin et les douces pour l'alimentation), le haricot et le maïs. Cependant, la réduction de la terre arable à la suite de l'augmentation de la densité de la population, la dégradation des terres par l'érosion, le changement climatique et l'utilisation des moyens rudimentaires dans l'agriculture sont des grands handicaps qui freinent l'essor l'économie des agriculteurs. Les cultures d'exportation qui sont exploitées en faible quantité par la population de Bubanza sont : le café, le coton et, prochainement, la canne à sucre. Une grande plantation de canne à sucre a été installée dans la commune de Gihanga et l'usine de transformation de la canne à sucre est en cours de construction. L'autre culture qui est en cours d'essais (2014) est le stévia qui était jusqu'à présent méconnu au Burundi; cependant, l'exploitation de cette plante à grande échelle est conditionnée par les résultats des recherches qui seront menées par un institut de recherche (ISABU) en collaboration avec les exploitants privés.
Côté élevage, le grand bétail (bovin) est pratiqué par les personnes ayant accès à des terres suffisantes. En effet, l'élevage des bovins est rendu difficile par l'exiguïté des terres cultivables. Les éleveurs préfèrent les races laitières; ainsi, la filière viande est très en arrière en comparaison avec la filière lait. Le reste de la population pratique surtout l'élevage des caprins et la volaille de la basse-cour. Les épizooties comme la Peste Porcine Africaine décourage l'élevage des porcs qui n'est pratiqué que par un petit nombre de gens.

### Projets miniers
Le 29 avril 2015, la société Morgan Mining SURL (filiale burundais d’une Multinationale) a obtenu de l’État du Burundi un permis de recherche de coltan et d'uranium à Bubanza et dans les localités voisines de Musigati, MPANDA et Rugazi.

## Villes et villages
Situées le long de la route RN9, les principales villes de la province Bubanza sont: Muzinda, Musenyi, Bubanza et Musigati qui ne peuvent vraiment pas être qualifiées de villes mais de villages. Au cours de la guerre qu'a connu le Burundi (1993-2003), ces villes avaient été détruites. Depuis la fin de la guerre, elles ont commencé à renaitre et leur électrification attire les gens à venir s'y installer et y construire des nouvelles maisons.
Les autres villages sont: Gihanga, Kivyuka, Ciya.

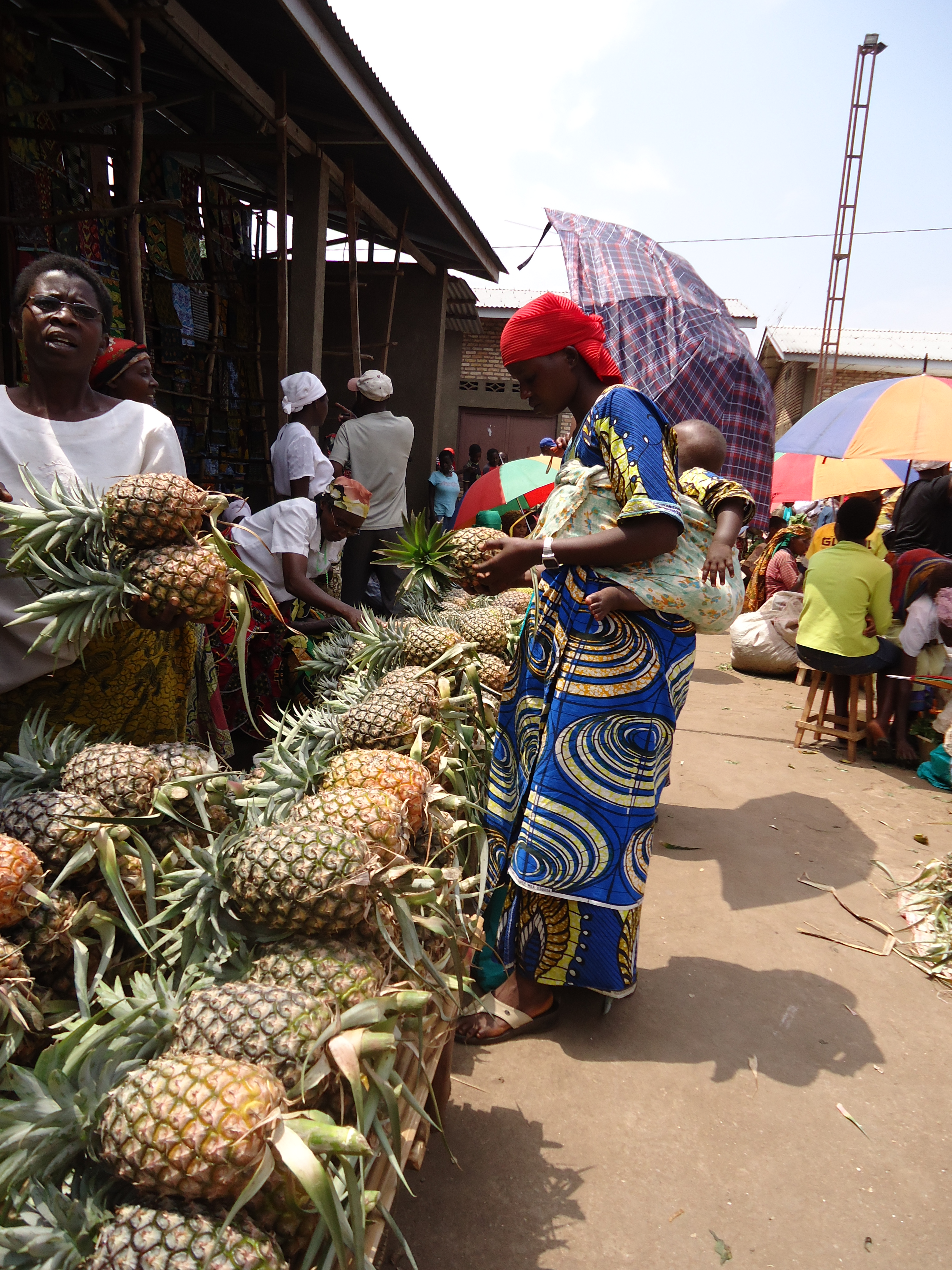
Marché au Burundi

### Bubanza
Bubanza, capitale de la province, est également le siège de la commune de Bubanza. La ville de Bubanza est repartie en quatre zones clairement identifiables: une zone administrative où sont implantés presque tous les bureaux des services œuvrant dans la province (Cabinet du Gouverneur, DPAE, BPEAE, Tribunal de Grande Instance, Parquet, OBR, Bureau régional de la Fonction Publique, Bureau Provincial de l'Urbanisme, etc.); une zone commerciale où se trouvent le marché de Bubanza, les magasins, une banque commerciale (Inter Bank Burundi), deux institution de microfinance (MUTEC et Tujane), etc. ; une zone résidentielle communément appelé Kizungu où vivent les cadres de la province et les gens de niveau élevé et une zone populaire où vivent les gens moyens (Shari, Matonge,Ruvumvu, etc.)